# Christopher Pettiet
Christopher Lee Pettiet, né le 12 février 1976 à Dallas au Texas, et mort le 12 avril 2000 à Los Angeles en Californie, est un acteur américain.

## Carrière
Pettiet a commencé sa carrière d’acteur alors qu’il était encore enfant en faisant des apparitions dans des séries télévisées telles que SeaQuest, police des mers, Star Trek : La Nouvelle Génération, La Loi de Los Angeles, Empty Nest, Un drôle de shérif et Undressed. En 1991, il a joué le frère cadet de Christina Applegate dans la comédie Panique chez les Crandell. Il a ensuite eu de petits rôles dans des films tels que Point Break (1991) et Le Dortoir des garçons (1996). 
De 1991 à 1992, il a joué le rôle de Jesse James jeune dans la série télévisée L'Équipée du Poney Express. Il a fait sa dernière apparition à l'écran dans un épisode de la série Amy en 1999.

## Décès
Il meurt le 12 avril 2000, à Los Angeles, des suites d'une overdose accidentelle de drogues. L'autopsie révèle que le probable effet combiné de cocaïne, propoxyphène et diazepam a causé son décès. Après sa crémation, ses cendres furent dispersées en mer au large de Santa Monica en Californie. Après sa mort, son coach Kevin McDermott crée une association à son nom qui aide les jeunes acteurs à suivre les cours du Center Stage LA où Pettiet a été formé.

## Filmographie

### Au cinéma
- 1991 : Panique chez les Crandell : Zach Crandell
- 1991 : Point Break : 15
- 1992 : Sandman : Jesse
- 1993 : The Goodbye Bird : Francis « Frank » Phillips
- 1996 : État de force (Carried Away) : Robert Henson
- 1996 : Le Dortoir des garçons : Jon Heinz
- 1997 : Against the Law (en) : Tommy

### À la télévision
- 1990 : An Enemy of the People (téléfilm) : Morton Stockman
- 1990 : Star Trek : La Nouvelle Génération, épisode 3x12 Les hautes terres
- 1990 : Docteur Doogie, épisode 2x08 « Revenge of the Teenage Dead » : Gregory Pelzman
- 1990 : The Dreamer of Oz: The L. Frank Baum Story (téléfilm) : Frank Jr adolescent
- 1991 : Fatal Exposure (téléfilm) : Drew
- 1991 : La Loi de Los Angeles, épisode 5x21 « Cicéron avait du goût » : Corey Walker
- 1991 : La Maison en folie, épisode 3x24 « The Way we are » : Harry
- 1991 : My Life and Times, épisode 1x06 « The Collapse of '98 »
- 1991-1992 : L'Équipée du Poney Express : Jesse James
- 1992 : Danger Island (en) (téléfilm) : Brian
- 1992 : Alerte à Malibu, épisode 3x03 « Bagarre à Tequila Bay » : Beaver
- 1993 : SeaQuest, police des mers, épisode 1x06 « Frère et sœur » : Zachery Thomas
- 1994 : Horses and Champions : Joe
- 1994 : Relentless IV: Ashes to Ashes (téléfilm) : Cory Dietz
- 1995 : Un drôle de shérif, épisode 3x22 « La kermesse de printemps » : Michael Hynes
- 1997 : Les Anges du bonheur, épisode 3x17 « L'épreuve » : Luke Brewer
- 1998 : La Vie à tout prix, épisode 5x06 « Grandeur et décadence » : Kevin Dicker
- 1999 : Undressed, saison 1 : Dean
- 1999 : Amy, épisode 1x07 « L'amour en noir et blanc » : Paul Dexter